# Can Saladrigas
Can Saladrigas és un antic conjunt casa-fàbrica del Poblenou de Barcelona catalogat com a bé amb elements d'interès (categoria C). Actualment és la seu de la Biblioteca Poblenou-Manuel Arranz, el Centre d'Imatgeria Festiva Sant Martí i l'institut Joncar.

## Història
El 1858, Antoni Saladrigas va fundar una petita indústria de blanqueig als carrers d'Atila, 1 (actualment de l'Ebre) i de Sant Pere del Taulat (actualment Marià Aguiló). El 1876, els germans Rafael i Joan Saladrigas i Massagué, conjuntament amb Manuel Saladrigas i Freixa, fill del primer, van constituir la societat Rafael Saladrigas i Germans, especialitzada en l'estampació de teixits de cotó. Entre el 1878 i el 1882, la nova societat va promoure la construcció d'un conjunt de cases per als treballadors de la fàbrica al carrer del Joncar, 27-33, obra del mestre d'obres Joan Barba. El 1890 s'hi afegí un altre bloc d'habitatges al carrer de Marià Aguiló, segons el projecte del mestre d'obres Pere Molines i Coll.
El 21 de març del 1883, la fàbrica fou afectada per un incendi, i l'any següent, Rafael Saladrigas encarregà a l'enginyer Francesc Pasqual la construcció d'una nova fàbrica a l'indret conegut com Can Casamitjana (pel cognom dels propietaris) o el «Prat dels Gitanos», raó per la qual el carrer del Joncar, que tancava el perímetre fabril, ha estat conegut com el carrer dels Gitanos. El nou edifici seguia el model de «fàbrica de pisos», que permetia un millor aprofitament de la força motriu del vapor. De fet, hi havia cinc calderes, amb una potència de 90, 65 i tres de 60 CV, que en total sumaven 335 CV.
L'any 1886, la societat Rafael Saladrigas i Germans ocupava la 16a posició entre les 50 primeres empreses industrials més importants de Sant Martí de Provençals, amb una quota fiscal de 2.311 pessetes. Amb la mort de Rafael Saladrigas el 1887, aquella passà a dir-se Saladrigas, Germans i Nebots, amb la participació de Manuel Saladrigas i el seu cosí Jaume Saladrigas i Lafarga, fill de Joan Saladrigas. La societat es dissolgué el 1903, i aquest darrer es va instal·lar pel seu compte al xamfrà dels carrers de Llull i Marià Aguiló.
El 1913, Manuel Saladrigas va fundar la Sociedad Anónima de Servicios Industriales Saladrigas Freixa, que va llogar els diferents espais a altres empreses.
L'any 1998, i gràcies a la sensibilització veïnal de protegir el patrimoni industrial, l'Ajuntament de Barcelona va decidir salvar l'edifici principal de l'enderroc, invertint-hi 5,5 milions d'euros en la seva reforma. L'any 2002 es va inaugurar el Casal de gent gran Taulat i entre el 2006-2009 es van dur a terme els equipaments culturals de la Biblioteca Poblenou-Manuel Arranz, el Centre d'Imatgeria Festiva de Poblenou i el Centre Cultural Can Saladrigas. L'any 2018 hi van començar les classes de l'institut Joncar (abans Institut 22@).

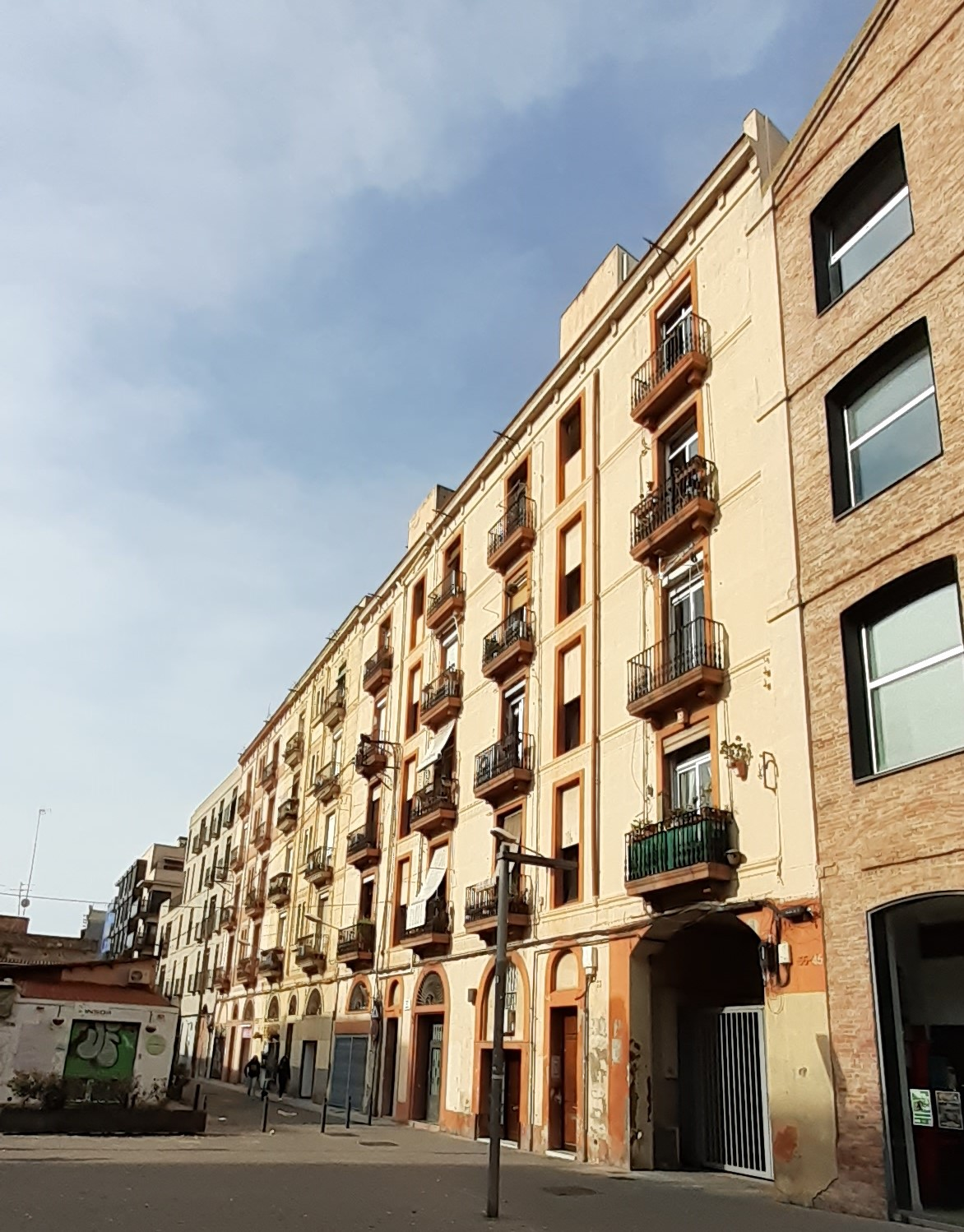
Habitatges de Can Saladrigas al carrer del Joncar

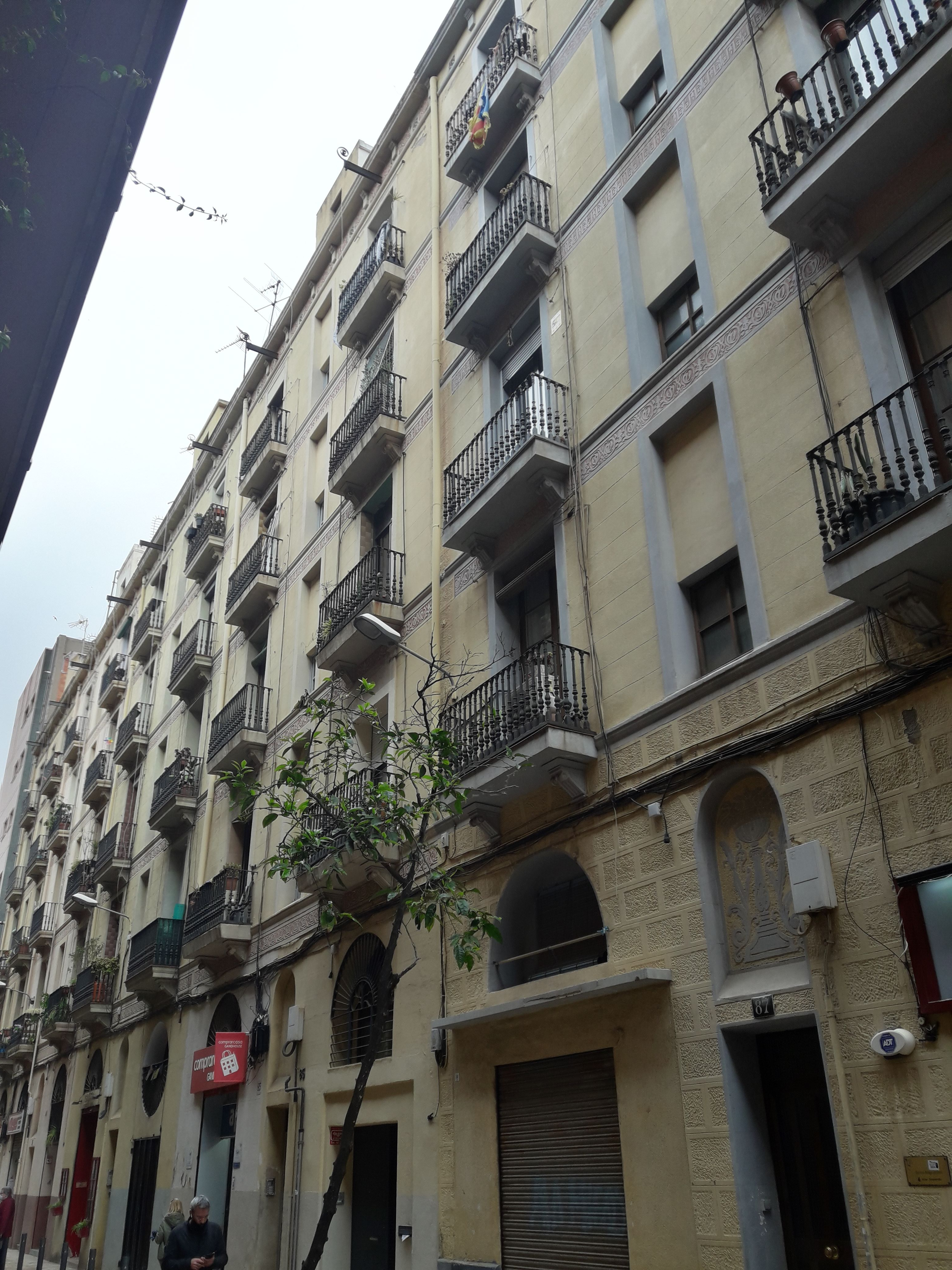
Habitatges de Can Saladrigas al carrer de Marià Aguiló

## Descripció
És un conjunt format per la fàbrica pròpiament dita i diversos edificis d'habitatges, a la planta baixa d'un dels quals hi ha un passatge d'accés a la fàbrica.
L'edificació industrial, de planta baixa i tres plantes, està coberta amb teulada a dues vessants. Els murs de tancament són de fàbrica de maó (vist al pati interior i façanes posteriors, i arrebossat i pintat a la façana principal) i l'estructura interior és metàl·lica amb voltes o revoltons segons les plantes (amb columnes i capitells prefabricats) i cavalls metàl·lics als dos espais de la coberta. Avui en dia, encara es conserven dues de les xemeneies de la fàbrica, una al frontal de l'edifici al carrer de Joncar i l'altre al pati interior.
Els edificis d'habitatges entre mitgeres, quatre al carrer del Joncar i cinc al de Marià Aguiló, són de planta baixa i quatre pisos, realitzats amb una arquitectura eclèctica amb reminiscències classicistes, de les quals hem de destacar l'ordre de les obertures de les façanes, així com les franges horitzontals, al nivell dels forjats, formades per una petita cornisa i una franja esgrafiada.